# Auguste Escoffier
Georges Auguste Escoffier (28 de Outubro de 1846 – 12 de Fevereiro de 1935) foi um chef francês, restaurateur e escritor que popularizou e renovou os métodos tradicionais da culinária francesa. Bastante popular entre chefs e gourmands, ele foi um dos mais importantes expoentes no desenvolvimento da chamada Cozinha Francesa Moderna. Muito de sua técnica foi baseado no trabalho de Antoine Carême. No entanto, o esforço de Escoffier foi focado no sentido de simplificar e modernizar o estilo de preparo e ornamentação de Carême.
Além das receitas que ele inventou e registrou, outras contribuições de Escoffier para a gastronomia foram elevá-la ao status de profissão respeitada e introduzir disciplina e sobriedade onde antes havia desordem e bebedeira. Ele organizou suas cozinhas através do sistema de brigadas, onde cada uma das seções era gerenciada por um chef de partie. Ele também substituiu a prática do serviço à francesa (servindo todos os pratos de uma única vez) pelo serviço à russa (um prato por vez, na ordem disposta no menu). 

## Primórdios
Escoffier nasceu em Villeneuve-Loubet, próximo de Nice. Aos 13 anos começou a sua aprendizagem no restaurante do seu tio, Le Restaurant Français, em Nice. Em 1865, transferiu-se para o restaurante Le Petit Moulin Rouge em Paris. Lá permaneceu até ao início da Guerra Franco-Prussiana em 1870, quando se tornou cozinheiro do exército. A sua experiência no exército levou-o a estudar a técnica de enlatar comida. Em 1878 Escoffier abre o seu próprio restaurante, Le Faisan d'Or em Cannes. Em 1880, casa-se com Delphine Daffis. Em 1884, o casal muda-se para Monte Carlo, onde Escoffier assume o controle da cozinha do Grand Hotel.

## César Ritz e o London Savoy
Durante o verão, foi responsável pela cozinha do Hotel National em Lucerna, onde conheceu César Ritz (naquele tempo a Riviera Francesa era um resort de inverno). Os dois formaram uma parceria e em 1890 transferiram-se para o Savoy Hotel em Londres. A partir daí, fundaram uma série de famosos hotéis, incluindo o Grand Hotel em Roma, e numerosos Hotéis Ritz em todo o mundo.
No London Savoy, Escoffier criou muitos pratos famosos. Por exemplo, em 1893 ele inventou o Pêche Melba em homenagem à cantora australiana Nellie Melba. Outra de suas criações (copiada de Antoine Carême, de acordo com algumas anedotas) foi o Tournedó Rossini, em homenagem ao compositor italiano Gioacchino Rossini.

## Ritz e Carlton
Em 1898 Escoffier e Ritz abriram o Hôtel Ritz em Paris. O Carlton, em Londres foi aberto em 1899, onde, pela primeira vez, Escoffier introduziu a prática do menu à la carte. 

## Le Guide Culinaire
Em 1903 Escoffier publicou sua primeira grande obra, Le Guide Culinaire, contendo 5000 receitas. A importância deste livro no mundo da culinária francesa é inestimável e, ainda hoje, é utilizado como livro de receitas e também livro didático para a culinária clássica. Em 1904 e 1912 Escoffier foi contratado para planejar as cozinhas dos navios pertencentes à frota da Hamburg-Amerika Lines. Na segunda viagem, o Kaiser Guilherme II parabenizou Escoffier, dizendo: "Eu sou o imperador da Alemanha, mas o senhor é o imperador dos cozinheiros".

## Morte
Escoffier faleceu aos 89 anos em Monte Carlo alguns dias após sua esposa ter tido um ataque cardíaco.

## Publicações
- Le Traité sur L'art de Travailler les Fleurs en Cire (Tratado sobre a Arte de Trabalhar com Flores de Cera) (1886)
- Le Guide Culinaire (O Guia Completo para a Arte da Cozinha Moderna) (1903)
- Les Fleurs en Cire (nova edição, 1910)
- Le Carnet d'Epicure (1911)
- Le Livre des Menus (Livro de receitas) (1912)
- L'Aide-memoire Culinaire (1919)
- Le Riz (O Arroz) (1927)
- La Morue (O Bacalhau) (1929)
- Ma Cuisine (1934)
- 2000 French Recipes (1965, traduzido para o inglês por Marion Howells) ISBN 1-85051-694-4